# Rustique de Lyon
Cet article possède un paronyme, voir Rusticus.
Pour les articles homonymes, voir Rustique.
Rustique de Lyon, né vers 455 et mort le 25 avril 501 est évêque de Lyon, peut être à partir de 494, succédant à Lupicinus. Il est reconnu comme saint, il est fêté le 25 avril.

## Éléments biographiques
Les seules informations que l'on ait de lui sont une épitaphe en vers rédigées dans la basilique des Apôtres, autrefois située à l'emplacement de l'actuelle église Saint-Nizier. Cette épitaphe est connue grâce à une transcription du XIIIe siècle dans un inventaire. Relativement stéréotypée, cette épitaphe nous apprend seulement que Rustique a été un bâtisseur et qu'il avait exercé une haute magistrature locale.
Il est le premier évêque à être inhumé non pas à Saint-Just mais dans la Basilique des Apôtres.

## Famille
Il est le fils d'Aquilinus (c.430-c.470) un aristocrate lyonnais, lui-même petit-fils de Decimus Rusticus.
Avec son épouse, fille de Rurice évêque de Limoges de 485 à 507 ;  ils sont les parents de :
- Leontius, prédécesseur de Sacerdos à l'archevêché de Lyon;
- Sacerdos (Serdot), archevêque de Lyon;
- Arthémia (né vers 490), épouse de Florentinus, ils sont tous les deux les arrières grands-parents de Saint Grégoire de Tours;

Rustique est connu par ses liens familiaux avec d'autres prélats gallo-romains, il était :
- l'arrière-petit-fils d'Eucher, évêque de Lyon jusqu'en 449 ;
- grand-parent d'Aurélien, archevêque d'Arles[3];
- grand-parent de Saint Nizier, archevêque de Lyon;
- l'ami et compagnon d'études de Sidoine Apollinaire, évêque de Clermont de 471 à 486 ;
- le frère de Viventiole, plus tard (de 514 à 523) aussi archevêque de Lyon ;

### Sources
- Ford Mommaerts-Browne, A Speculation, https://web.archive.org/web/20150213233149/http://archiver.rootsweb.ancestry.com/th/read/GEN-ANCIENT/2004-03/1079586413.
- Sidonius Apollinaris, The Letters of Sidonius (Oxford: Clarendon, 1915) (orig.), pp. clx-clxxxiii; List of Correspondents, Notes, V.ix.1.